# Serianus elongatus
Espèce
Serianus elongatus est une espèce de pseudoscorpions de la famille des Garypinidae.

## Distribution
Cette espèce est endémique des îles Galápagos en Équateur. Elle se rencontre sur l'île Isabela.

## Description
La femelle holotype mesure 2,17 mm.

## Publication originale
- Mahnert, 2014 : Pseudoscorpions (Arachnida: Pseudoscorpiones) from the Galapagos Islands (Ecuador). Revue Suisse de Zoologie, vol. 121, no 2, p. 135-210 (texte intégral).